# Levroux
Levroux [ləvʁu]  est une commune nouvelle située dans le département de l'Indre, en région Centre-Val de Loire créée le 1er janvier 2016.
Elle est issue du regroupement de deux communes : l'ancienne commune de Levroux et Saint-Martin-de-Lamps.
Le 1er janvier 2019, Saint-Pierre-de-Lamps intègre la commune nouvelle.

## Géographie

### Localisation
La commune est située dans le nord du département de l'Indre.
Les communes limitrophes sont : Moulins-sur-Céphons (6 km), Bretagne (6 km), Francillon (6 km), Bouges-le-Château (8 km), Villegongis (8 km), Brion (9 km), Vineuil (9 km), Sougé (10 km), Frédille (11 km), Gehée (11 km) et Argy (14 km).
Les services préfectoraux sont situés à Châteauroux (20 km), Issoudun (29 km), La Châtre (52 km) et Le Blanc (57 km).

### Lieux-dits, hameaux et écarts
- La Boutelaie
- Les Boiseries
- Bois-Douhault
- Bellechasse
- Les Brosses
- La Maison Neuve
- Le Moulin Battereau
- La Maison Blanche
- La Gaité
- Le Méez
- Touche Brune
- Neffe
- Le Grand Nau
- Bellevue.

### Hydrographie
Le territoire communal possède les sources des rivières : Céphons, Lamps et Trégonce.

### Climat
Pour des articles plus généraux, voir Climat du Centre-Val de Loire et Climat de l'Indre.
En 2010, le climat de la commune est de type climat océanique dégradé des plaines du Centre et du Nord, selon une étude du Centre national de la recherche scientifique s'appuyant sur une série de données couvrant la période 1971-2000. En 2020, Météo-France publie une typologie des climats de la France métropolitaine dans laquelle la commune est exposée à un climat océanique altéré et est dans la région climatique Centre et contreforts nord du Massif Central, caractérisée par un air sec en été et un bon ensoleillement.
Pour la période 1971-2000, la température annuelle moyenne est de 11,4 °C, avec une amplitude thermique annuelle de 15,2 °C. Le cumul annuel moyen de précipitations est de 751 mm, avec 11,7 jours de précipitations en janvier et 6,8 jours en juillet. Pour la période 1991-2020, la température moyenne annuelle observée sur la station météorologique installée sur la commune est de 11,8 °C et le cumul annuel moyen de précipitations est de 737,9 mm,. Pour l'avenir, les paramètres climatiques de la commune estimés pour 2050 selon différents scénarios d'émission de gaz à effet de serre sont consultables sur un site dédié publié par Météo-France en novembre 2022.
| Mois                                  | jan.             | fév.           | mars          | avril         | mai           | juin          | jui.           | août           | sep.           | oct.            | nov.            | déc.           | année      |
| ------------------------------------- | ---------------- | -------------- | ------------- | ------------- | ------------- | ------------- | -------------- | -------------- | -------------- | --------------- | --------------- | -------------- | ---------- |
| Température minimale moyenne (°C)     | 1,6              | 1,4            | 3,1           | 5             | 8,5           | 11,8          | 13,7           | 13,9           | 10,6           | 8,4             | 4,4             | 2,1            | 7          |
| Température moyenne (°C)              | 4,4              | 5,1            | 7,9           | 10,5          | 14,1          | 17,7          | 19,9           | 19,9           | 16,3           | 12,8            | 7,7             | 5              | 11,8       |
| Température maximale moyenne (°C)     | 7,2              | 8,8            | 12,8          | 16            | 19,6          | 23,6          | 26,2           | 26             | 21,9           | 17,1            | 11              | 7,8            | 16,5       |
| Record de froid (°C) date du record   | −14,6 12.01.1999 | −17,6 07.02.12 | −12 01.03.05  | −4,3 04.04.22 | −1,2 02.05.21 | 1,8 01.06.06  | 4,4 13.07.1993 | 5,8 28.08.1998 | 1,5 29.09.1995 | −5,3 30.10.1997 | −9,1 24.11.1998 | −12,6 19.12.09 | −17,6 2012 |
| Record de chaleur (°C) date du record | 17,9 05.01.1999  | 21,9 27.02.19  | 24,8 16.03.12 | 27,6 28.04.10 | 32 27.05.05   | 40,3 29.06.19 | 41 25.07.19    | 40,1 18.08.12  | 36,2 04.09.23  | 32,2 02.10.23   | 23,6 08.11.15   | 18,1 07.12.00  | 41 2019    |
| Précipitations (mm)                   | 67,2             | 53,6           | 52,6          | 66,2          | 70,5          | 53,7          | 51,9           | 51,8           | 57,7           | 69,7            | 68,1            | 74,9           | 737,9      |

### Paysages
Elle est située dans les régions naturelles de la Champagne berrichonne et du Boischaut Nord.

## Urbanisme

### Typologie
Au 1er janvier 2024, Levroux est catégorisée bourg rural, selon la nouvelle grille communale de densité à sept niveaux définie par l'Insee en 2022.
Elle appartient à l'unité urbaine de Levroux, une unité urbaine monocommunale constituant une ville isolée,. Par ailleurs la commune fait partie de l'aire d'attraction de Châteauroux, dont elle est une commune de la couronne,. Cette aire, qui regroupe 71 communes, est catégorisée dans les aires de 50 000 à moins de 200 000 habitants,.

### Zonages d'études
La commune se situe dans l'unité urbaine de Levroux, dans la zone d’emploi de Châteauroux et dans le bassin de vie de Levroux.

### Logement
Le tableau ci-dessous présente le détail du secteur des logements de la commune :
| Date du relevé                                              | 2015   |
| Nombre total de logements                                   | 1 729  |
| Résidences principales                                      | 79 %   |
| Résidences secondaires                                      | 15,1 % |
| Logements vacants                                           | 5,9 %  |
| Part des ménages propriétaires de leur résidence principale | 70,4 % |

### Voies de communication et transports

#### Voies de communication
Le territoire communal est desservi par les routes départementales : 2, 7, 8, 23, 28, 99, 926 et 956.

#### Transports
La gare ferroviaire la plus proche est la gare de Châteauroux, à 20 km.
Levroux est desservie par les lignes A et S du Réseau de mobilité interurbaine.
L'aéroport le plus proche est l'aéroport de Châteauroux-Centre, à 18 km.

### Énergie
La commune possède un poste source sur son territoire.

### Risques naturels et technologiques
La commune est classée en zone de sismicité 2, correspondant à une sismicité faible.

### Risques majeurs
Le territoire de la commune de Levroux est vulnérable à différents aléas naturels : météorologiques (tempête, orage, neige, grand froid, canicule ou sécheresse), feux de forêts, mouvements de terrains et séisme (sismicité faible). Il est également exposé à un risque technologique, le transport de matières dangereuses. Un site publié par le BRGM permet d'évaluer simplement et rapidement les risques d'un bien localisé soit par son adresse soit par le numéro de sa parcelle.

#### Risques naturels
Pour anticiper une remontée des risques de feux de forêt et de végétation vers le nord de la France en lien avec le dérèglement climatique, les services de l’État en région Centre-Val de Loire (DREAL, DRAAF, DDT) avec les SDIS ont réalisé en 2021 un atlas régional du risque de feux de forêt, permettant d’améliorer la connaissance sur les massifs les plus exposés. La commune, étant pour partie dans les massifs de Frédille et de Baudres, est classée au niveau de risque 4, sur une échelle qui en comporte quatre (1 étant le niveau maximal).

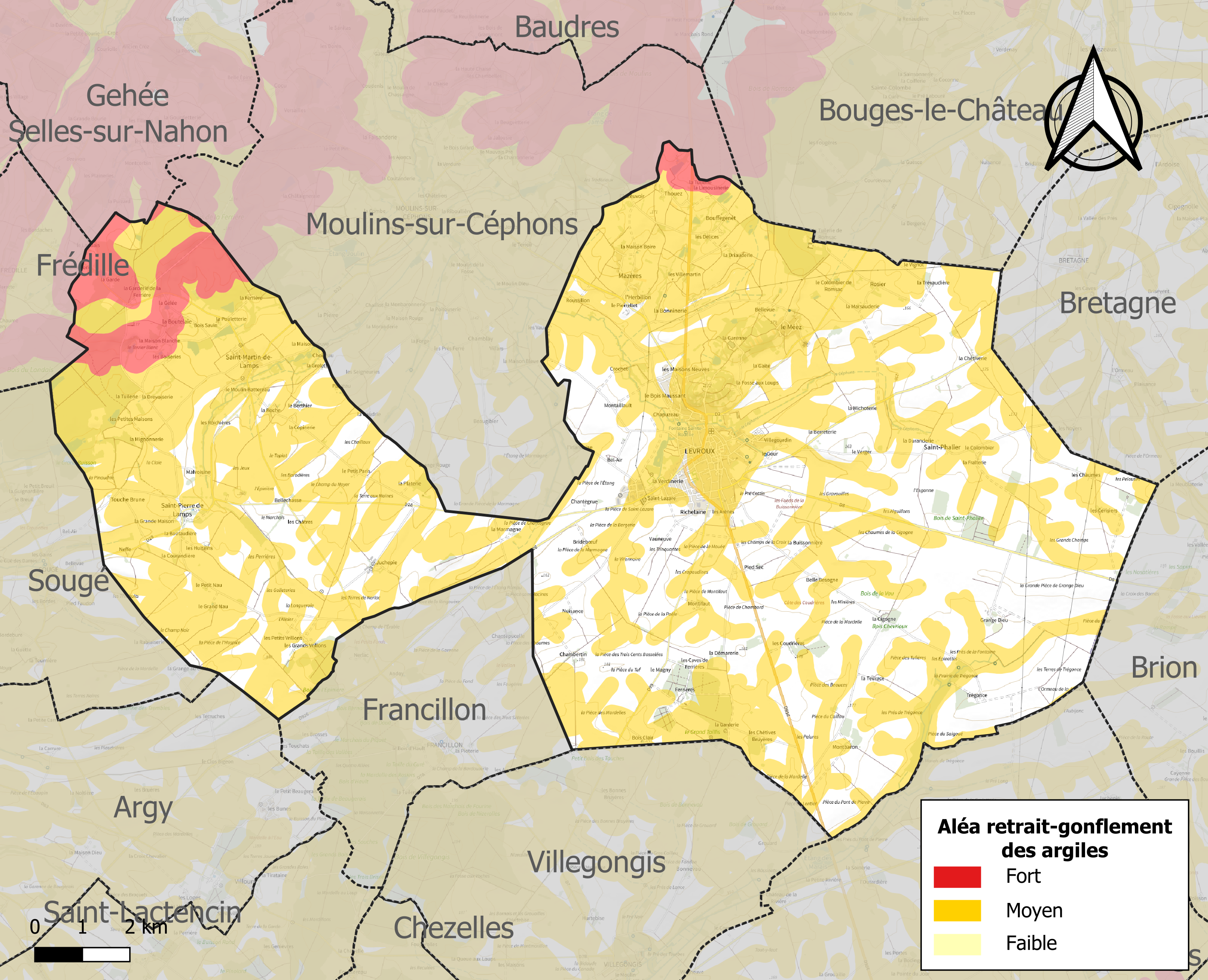
Carte des zones d'aléa retrait-gonflement des sols argileux de Levroux.

Les mouvements de terrains susceptibles de se produire sur la commune sont des tassements différentiels.
Le retrait-gonflement des sols argileux est susceptible d'engendrer des dommages importants aux bâtiments en cas d’alternance de périodes de sécheresse et de pluie. 65,1 % de la superficie communale est en aléa moyen ou fort (84,7 % au niveau départemental et 48,5 % au niveau national). Sur les 1 581 bâtiments dénombrés sur la commune en 2019, 1334 sont en aléa moyen ou fort, soit 84 %, à comparer aux 86 % au niveau départemental et 54 % au niveau national. Une cartographie de l'exposition du territoire national au retrait gonflement des sols argileux est disponible sur le site du BRGM,.
Concernant les mouvements de terrains, la commune a été reconnue en état de catastrophe naturelle au titre des dommages causés par la sécheresse en 1989, 1991, 1992, 1995, 1997, 2002, 2011, 2018 et 2019 et par des mouvements de terrain en 1999.

#### Risques technologiques
Le risque de transport de matières dangereuses sur la commune est lié à sa traversée par des infrastructures routières ou ferroviaires importantes ou la présence d'une canalisation de transport d'hydrocarbures. Un accident se produisant sur de telles infrastructures est en effet susceptible d’avoir des effets graves au bâti ou aux personnes jusqu’à 350 m, selon la nature du matériau transporté. Des dispositions d’urbanisme peuvent être préconisées en conséquence.

## Toponymie
Voir celle de l'ancienne commune de Levroux.
Ses habitants sont appelés les Levrousains.

## Histoire

### Antiquité
Le site a été fouillé à partir de 1968 sous la direction d'Olivier Buchsenschutz.

#### Période celtique
Dès le début de la Tène C2, le village, situé dans l’actuel quartier des Arènes, est densément peuplé. C'est un habitat de plaine, un genre qui se développe en Europe pendant le IIe siècle av. J.-C. Lors de la Tène D1, le village est abandonné au profit d'un oppidum situé 1 500 m au nord, sur la colline des Tours ; mais il est de nouveau repeuplé à l'époque gallo-romaine. Les périodes de la Tène moyenne et finale ont livré plus de 200 000 restes osseux - une quantité exceptionnelle pour cette période dans toute la Gaule celtique. Dans le même temps, l'élevage, qui y joue une grande part, montre une évolution marquée par la sélection (plus grandes tailles, types morphologiques, choix des espèces). L'élevage concerne le porc, le bœuf, les caprinés, le chien (lui aussi consommé et les peaux utilisées) et le cheval. Le village celtique regroupe 1 600 structures, desquelles il ne reste essentiellement que des fosses creusées dans le calcaire et plus de 500 000 pièces de mobilier (poteries, objets métalliques et en verre, déchets métallurgiques, clayonnages, parures, ossements, monnaies...).

#### Période gallo-romaine
Vingt sites de la période gallo-romaine ont été trouvés. Ceux-ci incluent une nécropole, le village des Arènes, un théâtre gallo-romain, et une voie romaine.

### Époque contemporaine
La commune nouvelle est créée le 1er janvier 2016 par regroupement de l'ancienne commune de Levroux et de Saint-Martin-de-Lamps[Quoi ?].
Le 1er janvier 2019, Saint-Pierre-de-Lamps rejoint la commune par un arrêté préfectoral du 24 août 2018.

## Politique et administration

### Découpage territorial
Levroux est membre :
- de la communauté de communes de la Région de Levroux ;
- du canton de Levroux ;
- de l'arrondissement de Châteauroux ;
- de la deuxième circonscription de l'Indre.

### Administration municipale

#### Tendances politiques et résultats
| Élections présidentielles, résultats des deuxièmes tours.                                  | Élections présidentielles, résultats des deuxièmes tours. | Élections présidentielles, résultats des deuxièmes tours. | Élections présidentielles, résultats des deuxièmes tours. | Élections présidentielles, résultats des deuxièmes tours. | Élections présidentielles, résultats des deuxièmes tours. | Élections présidentielles, résultats des deuxièmes tours. | Élections présidentielles, résultats des deuxièmes tours. |
| Année                                                                                      | Élu                                                       | Élu                                                       | Élu                                                       | Battu                                                     | Battu                                                     | Battu                                                     | Participation                                             |
| ------------------------------------------------------------------------------------------ | --------------------------------------------------------- | --------------------------------------------------------- | --------------------------------------------------------- | --------------------------------------------------------- | --------------------------------------------------------- | --------------------------------------------------------- | --------------------------------------------------------- |
| 2002                                                                                       | 82,03 %                                                   | Jacques Chirac                                            | RPR                                                       | 17,97 %                                                   | Jean-Marie Le Pen                                         | FN                                                        | 79,88 %                                                   |
| 2007                                                                                       | 51,72 %                                                   | Nicolas Sarkozy                                           | UMP                                                       | 48,28 %                                                   | Ségolène Royal                                            | PS                                                        | 85,67 %                                                   |
| 2012                                                                                       | 51,54 %                                                   | François Hollande                                         | PS                                                        | 48,46 %                                                   | Nicolas Sarkozy                                           | UMP                                                       | 84,19 %                                                   |
| 2017                                                                                       | 54,59 %                                                   | Emmanuel Macron                                           | EM                                                        | 45,41 %                                                   | Marine Le Pen                                             | FN                                                        | 79,33 %                                                   |
| 2022                                                                                       | 47,58 %                                                   | Emmanuel Macron                                           | LREM                                                      | 52,42 %                                                   | Marine Le Pen                                             | RN                                                        | 77,71 %                                                   |
| Élections législatives, résultats des deux meilleurs scores du dernier tour de scrutin.    |                                                           |                                                           |                                                           |                                                           |                                                           |                                                           |                                                           |
| Année                                                                                      | Élu                                                       | Élu                                                       | Élu                                                       | Battu                                                     | Battu                                                     | Battu                                                     | Participation                                             |
| Levroux est répartie sur plusieurs circonscriptions, cf. les résultats des .               |                                                           |                                                           |                                                           |                                                           |                                                           |                                                           |                                                           |
| Avant 2010, Levroux est répartie sur plusieurs circonscriptions, cf. les résultats des .   |                                                           |                                                           |                                                           |                                                           |                                                           |                                                           |                                                           |
| 2002                                                                                       | 59,26 %                                                   | Gilles Peyrot-des-Gachons                                 | UMP                                                       | 40,74 %                                                   | Jean-Paul Chanteguet                                      | PS                                                        | 65,80 %                                                   |
| 2007                                                                                       | 51,77 %                                                   | Bernard Pousset                                           | UMP                                                       | 48,23 %                                                   | Jean-Paul Chanteguet                                      | PS                                                        | 65,37 %                                                   |
| Après 2010, Levroux est répartie sur plusieurs circonscriptions, cf. les résultats de .    |                                                           |                                                           |                                                           |                                                           |                                                           |                                                           |                                                           |
| 2012                                                                                       | 50,82 %                                                   | Isabelle Bruneau                                          | PS                                                        | 49,18 %                                                   | Nicolas Forissier                                         | UMP                                                       | 64,58 %                                                   |
| 2017                                                                                       | 54,95 %                                                   | Nicolas Forissier                                         | UMP                                                       | 45,05 %                                                   | Sophie Guerin                                             | MDM                                                       | 48,69 %                                                   |
| 2022                                                                                       | %                                                         |                                                           |                                                           | %                                                         |                                                           |                                                           | %                                                         |
| 2024                                                                                       | %                                                         |                                                           |                                                           | %                                                         |                                                           |                                                           | %                                                         |
| Élections européennes, résultats des deux meilleurs scores.                                |                                                           |                                                           |                                                           |                                                           |                                                           |                                                           |                                                           |
| Année                                                                                      | Liste 1re                                                 | Liste 1re                                                 | Liste 1re                                                 | Liste 2e                                                  | Liste 2e                                                  | Liste 2e                                                  | Participation                                             |
| 2004                                                                                       | 31,35 %                                                   | Catherine Guy-Quint                                       | PS                                                        | 17,60 %                                                   | Brice Hortefeux                                           | UMP                                                       | 48,09 %                                                   |
| 2009                                                                                       | 32,79 %                                                   | Jean-Pierre Audy                                          | UMP                                                       | 17,03 %                                                   | Henri Weber                                               | PS                                                        | 43,35 %                                                   |
| 2014                                                                                       | 29,71 %                                                   | Bernard Monot                                             | FN                                                        | 23,95 %                                                   | Brice Hortefeux                                           | UMP                                                       | 46,74 %                                                   |
| 2019                                                                                       | 30,34 %                                                   | Jordan Bardella                                           | FN                                                        | 20,44 %                                                   | Nathalie Loiseau                                          | LREM                                                      | 55,33 %                                                   |
| 2024                                                                                       | %                                                         |                                                           |                                                           | %                                                         |                                                           |                                                           | %                                                         |
| Élections régionales, résultats des deux meilleurs scores.                                 |                                                           |                                                           |                                                           |                                                           |                                                           |                                                           |                                                           |
| Année                                                                                      | Liste 1re                                                 | Liste 1re                                                 | Liste 1re                                                 | Liste 2e                                                  | Liste 2e                                                  | Liste 2e                                                  | Participation                                             |
| 2004                                                                                       | 47,65 %                                                   | Michel Sapin                                              | PS                                                        | 33,78 %                                                   | Serge Vinçon                                              | UMP                                                       | 69,35 %                                                   |
| 2010                                                                                       | 44,99 %                                                   | Hervé Novelli                                             | UMP                                                       | 42,97 %                                                   | François Bonneau                                          | PS                                                        | 57,97 %                                                   |
| 2015                                                                                       | 40,80 %                                                   | Philippe Vigier                                           | UDI                                                       | 32,88 %                                                   | Philippe Loiseau                                          | FN                                                        | 60,23 %                                                   |
| 2021                                                                                       | %                                                         |                                                           |                                                           | %                                                         |                                                           |                                                           | %                                                         |
| Élections cantonales, résultats des deux meilleurs scores du dernier tour de scrutin.      |                                                           |                                                           |                                                           |                                                           |                                                           |                                                           |                                                           |
| Année                                                                                      | Élu                                                       | Élu                                                       | Élu                                                       | Battu                                                     | Battu                                                     | Battu                                                     | Participation                                             |
| Levroux est répartie sur plusieurs cantons, cf. les résultats de ceux de .                 |                                                           |                                                           |                                                           |                                                           |                                                           |                                                           |                                                           |
| 2001                                                                                       | ? %                                                       | ?                                                         | ?                                                         | ? %                                                       | ?                                                         | ?                                                         | ? %                                                       |
| 2004                                                                                       | %                                                         |                                                           |                                                           | %                                                         |                                                           |                                                           | indisponible %                                            |
| 2008                                                                                       | 75,49 %                                                   | Michel Brun élu au premier tour                           | UMP                                                       | 19,99 %                                                   | Régis Nivet                                               | COM                                                       | 71,18 %                                                   |
| 2011                                                                                       | %                                                         |                                                           |                                                           | %                                                         |                                                           |                                                           | indisponible %                                            |
| Élections départementales, résultats des deux meilleurs scores du dernier tour de scrutin. |                                                           |                                                           |                                                           |                                                           |                                                           |                                                           |                                                           |
| Année                                                                                      | Élus                                                      | Élus                                                      | Élus                                                      | Battus                                                    | Battus                                                    | Battus                                                    | Participation                                             |
| Levroux est répartie sur plusieurs cantons, cf. les résultats de ceux de .                 |                                                           |                                                           |                                                           |                                                           |                                                           |                                                           |                                                           |
| 2015                                                                                       | 73,00 %                                                   | Nadine Bellurot Michel Brun                               | UD                                                        | 27,00 %                                                   | Catherine Cauzeret Michel Rodier                          | FN                                                        | 56,89 %                                                   |
| 2021                                                                                       | %                                                         |                                                           |                                                           | %                                                         |                                                           |                                                           | %                                                         |
| Référendums.                                                                               |                                                           |                                                           |                                                           |                                                           |                                                           |                                                           |                                                           |
| Année                                                                                      | Oui (national)                                            | Oui (national)                                            | Oui (national)                                            | Non (national)                                            | Non (national)                                            | Non (national)                                            | Participation                                             |
| 1992                                                                                       | 37,81 % (51,04 %)                                         | 37,81 % (51,04 %)                                         | 37,81 % (51,04 %)                                         | 62,19 % (48,96 %)                                         | 62,19 % (48,96 %)                                         | 62,19 % (48,96 %)                                         | 76,77 %                                                   |
| 2000                                                                                       | 66,97 % (73,21 %)                                         | 66,97 % (73,21 %)                                         | 66,97 % (73,21 %)                                         | 33,03 % (26,79 %)                                         | 33,03 % (26,79 %)                                         | 33,03 % (26,79 %)                                         | 33,19 %                                                   |
| 2005                                                                                       | 35,04 % (45,33 %)                                         | 35,04 % (45,33 %)                                         | 35,04 % (45,33 %)                                         | 64,96 % (54,67 %)                                         | 64,96 % (54,67 %)                                         | 64,96 % (54,67 %)                                         | 74,08 %                                                   |

#### Liste des maires
| Période        | Période        | Identité                  | Étiquette | Qualité |
| -------------- | -------------- | ------------------------- | --------- | --- |
| janvier 2016   | 3 juillet 2020 | Alain Fried               | UDI       | Chirurgien dentiste retraité                                                                                    |
| 3 juillet 2020 | En cours       | Alexis Rousseau-Jouhennet | DVD-LR    | Directeur de la communication de Châteauroux Métropole Président de la CC Levroux Boischaut Champagne (2020 → ) |

Jusqu'aux prochaines élections municipales de 2020, le conseil municipal de la nouvelle commune est constitué de tous les conseillers municipaux issus des conseils des anciennes communes. Le maire de chacune d'entre elles devient maire délégué.
| Nom                   | Code Insee | Intercommunalité           | Superficie (km2) | Population (dernière pop. légale) | Densité (hab./km2) |
| --------------------- | ---------- | -------------------------- | ---------------- | --------------------------------- | ------------------ |
| Levroux (siège)       | 36093      | CC de la région de Levroux | 56,43            | 2 752 (2016)                      | 49                 |
| Saint-Martin-de-Lamps | 36201      | CC de la Région de Levroux | 15,61            | 152 (2016)                        | 9,7                |
| Saint-Pierre-de-Lamps | 36206      | CC de la Région de Levroux | 10,28            | 53 (2016)                         | 5,2                |

### Enseignement
La commune dépend de la circonscription académique d'Issoudun.

### Postes et télécommunications
Levroux compte un bureau de poste.

### Santé
La commune possède un hôpital local.

### Justice, sécurité, secours et défense
- Police municipale[65].
- Gendarmerie nationale[66].
- Centre de secours[67].
- Centre d'entretien et d'exploitation des routes du conseil départemental de l'Indre[68].

## Population et société

### Démographie
L'évolution du nombre d'habitants est connue à travers les recensements de la population effectués dans la commune depuis sa création.

En 2022, la commune comptait 2 802 habitants, en évolution de −6,91 % par rapport à 2016 (Indre : −3 %, France hors Mayotte : +2,11 %).
| 2014  | 2015  | 2016  | 2021  | 2022  |
| ----- | ----- | ----- | ----- | ----- |
| 2 959 | 2 928 | 3 010 | 2 842 | 2 802 |

### Sports
Le territoire communal est traversé par le sentier de grande randonnée de pays de Valençay.
- Tennis Association Levrousaine.
- Football Club Levrousain.

### Médias
La commune est couverte par les médias suivants : La Nouvelle République du Centre-Ouest, Le Berry républicain, L'Écho - La Marseillaise, La Bouinotte, Le Petit Berrichon, France 3 Centre-Val de Loire, Berry Issoudun Première, Vibration, Forum, France Bleu Berry et RCF en Berry.

### Cultes

#### Culte catholique
La commune de Levroux dépend de l'archidiocèse de Bourges, du doyenné du Boischaut Nord et de la paroisse de Levroux. Le lieu de culte est la collégiale Saint-Sylvain.

## Économie

### Revenus de la population et fiscalité
Le revenu net déclaré moyen par foyer fiscal et le pourcentage de foyers fiscaux imposables sont présentés dans les tableaux ci-dessous, :
|                     | 2009     | 2015     |
| Levroux             | ?€       | 19 386 € |
| Indre               | 19 310 € | 19 175 € |
| Centre-Val de Loire | 22 400 € | 20 494 € |
| France              | 23 433 € | 20 566 € |

|                     | 2009   | 2015   |
| Levroux             | ?%     | 48 %   |
| Indre               | 47,9 % | 48,7 % |
| Centre-Val de Loire | 55,1 % | 55,5 % |
| France              | 54,3 % | 55,4 % |

### Emploi
Le premier employeur de la commune est l'hôpital public.

### Entreprises et commerces
L'activité de traitement des cuirs (mégisserie) d'implantation ancienne à Levroux a encore une certaine importance. Deux PME, Bodin-Joyeux (fondée en 1860, et rachetée en décembre 2013 par Chanel) et Rousseau, emploient une centaine de personnes (deuxième secteur économique de la commune par le nombre d'emplois). Les cuirs sont destinés à la maroquinerie, l'industrie de l'habillement, la ganterie et les chaussures et sont exportés à 60 %.
Levroux, qui a donné son nom à des fromages réputés, garde du Moyen Âge une industrie originale, la fabrication du parchemin.
La commune se trouve dans l'aire géographique et dans la zone de production du lait, de fabrication et d'affinage du fromage Valençay.
La culture de la lentille verte du Berry est présente dans la commune.

### Tourisme et hébergement
Un camping est présent dans la commune. Il s'agit du camping municipal de La Piscine qui dispose de 35 emplacements.

## Culture locale et patrimoine

### Ville et Pays d'art et d'histoire
Levroux a obtenu au concours des villes et villages fleuris une fleur en 2013, 2014, 2015 et 2016.

### Lieux et monuments

#### Collégiale Saint-Sylvain
Datant du XIIIe siècle, on peut voir un des plus anciens buffets d'orgue de France, abritant un instrument moderne mais de composition et de style XVIIe siècle de Jean-Loup Boisseau,  Classée MH (1840, classement par liste de 1840),.

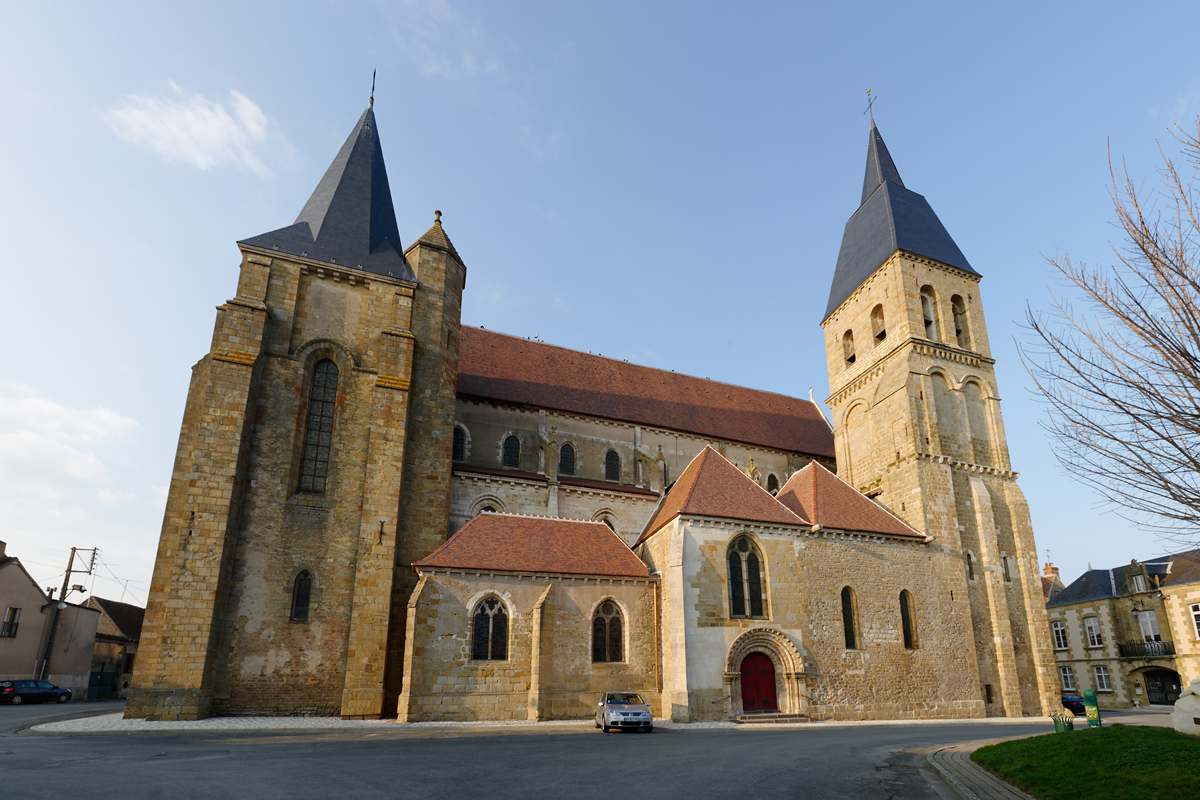
La collégiale en 2012.

#### Monument aux morts
Datant de 1922, il représente une figure de poilu désarmé, la tête en appui sur sa paume et le regard tourné vers le sol, dans une attitude qui exprime toute une gamme de sentiments empreints de gravité. Le sculpteur Ernest Nivet, originaire de Levroux, s'est ici inspiré du Penseur d'Auguste Rodin.

#### Porte de Champagne
Datant de 1435-1506, elle est proche de la collégiale Saint-Sylvain et les ruines des tours de Levroux qui se dressent au-dessus de la ville depuis le Moyen Âge rappellent l'empreinte féodale de la ville,  Classée MH (1944, Porte de Champagne).

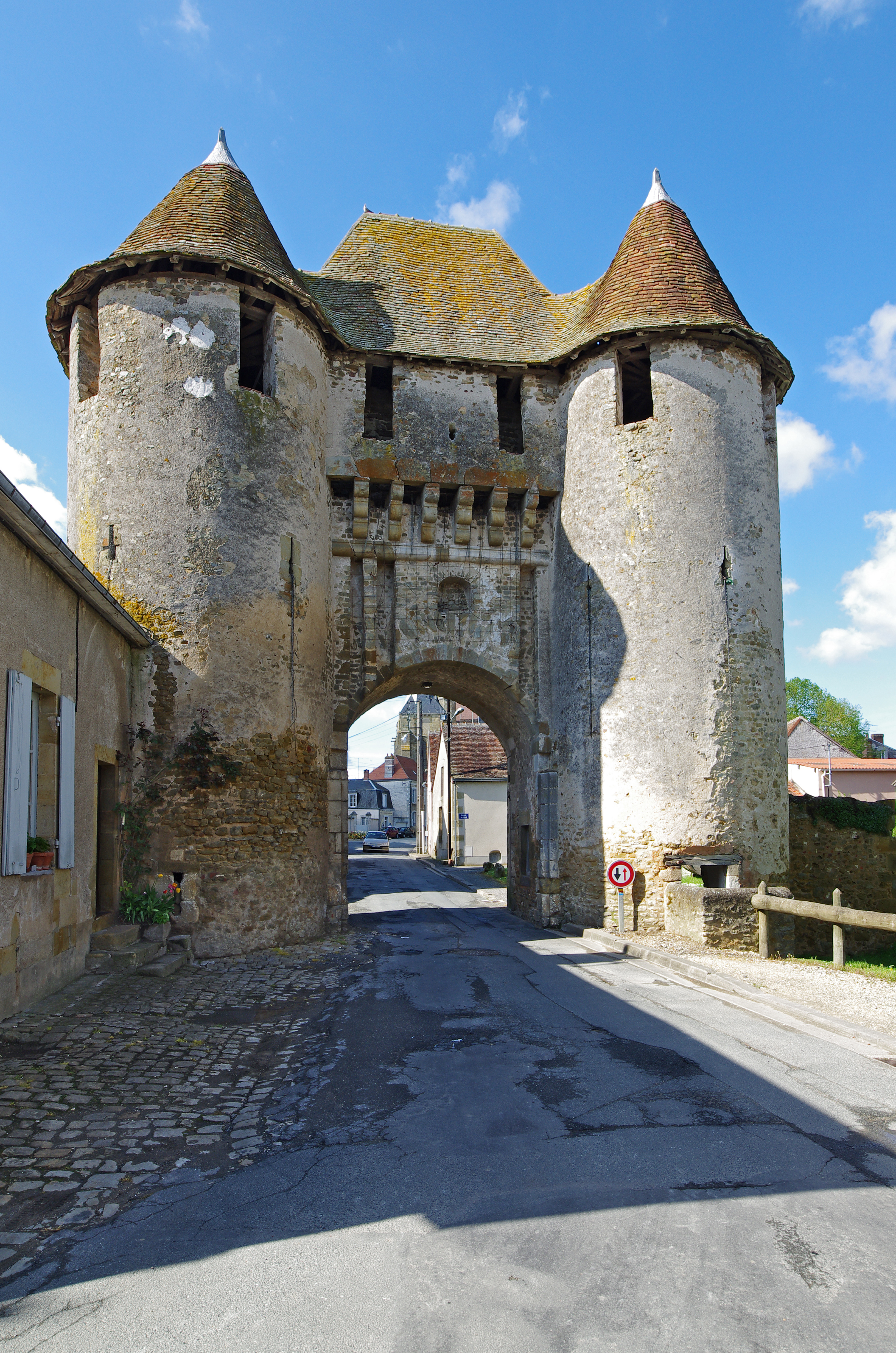
La porte de Champagne en 2013.

#### Le Berger allongé
Ernest Nivet (1871-1948), élève d'Auguste Rodin, sculpte en 1930 une version monumentale en pierre de son Berger allongé, dit aussi Berger couché sur le ventre de 1906, offert à la Ville de Levroux par maître Bouillon et transféré sur la place de l'Hôtel-de-Ville en 1994,  Inscrite MH (2017, La statue « Le Berger allongé » dite aussi « Le Berger couché sur le ventre », avec son socle).

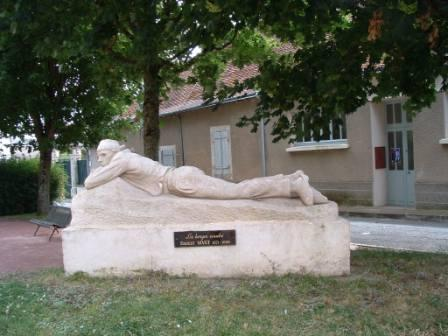
Ernest Nivet, Le Berger allongé (1930).

#### Tours
Vestige de l'ancien château,  Inscrite MH (1927, Château (vestiges)).

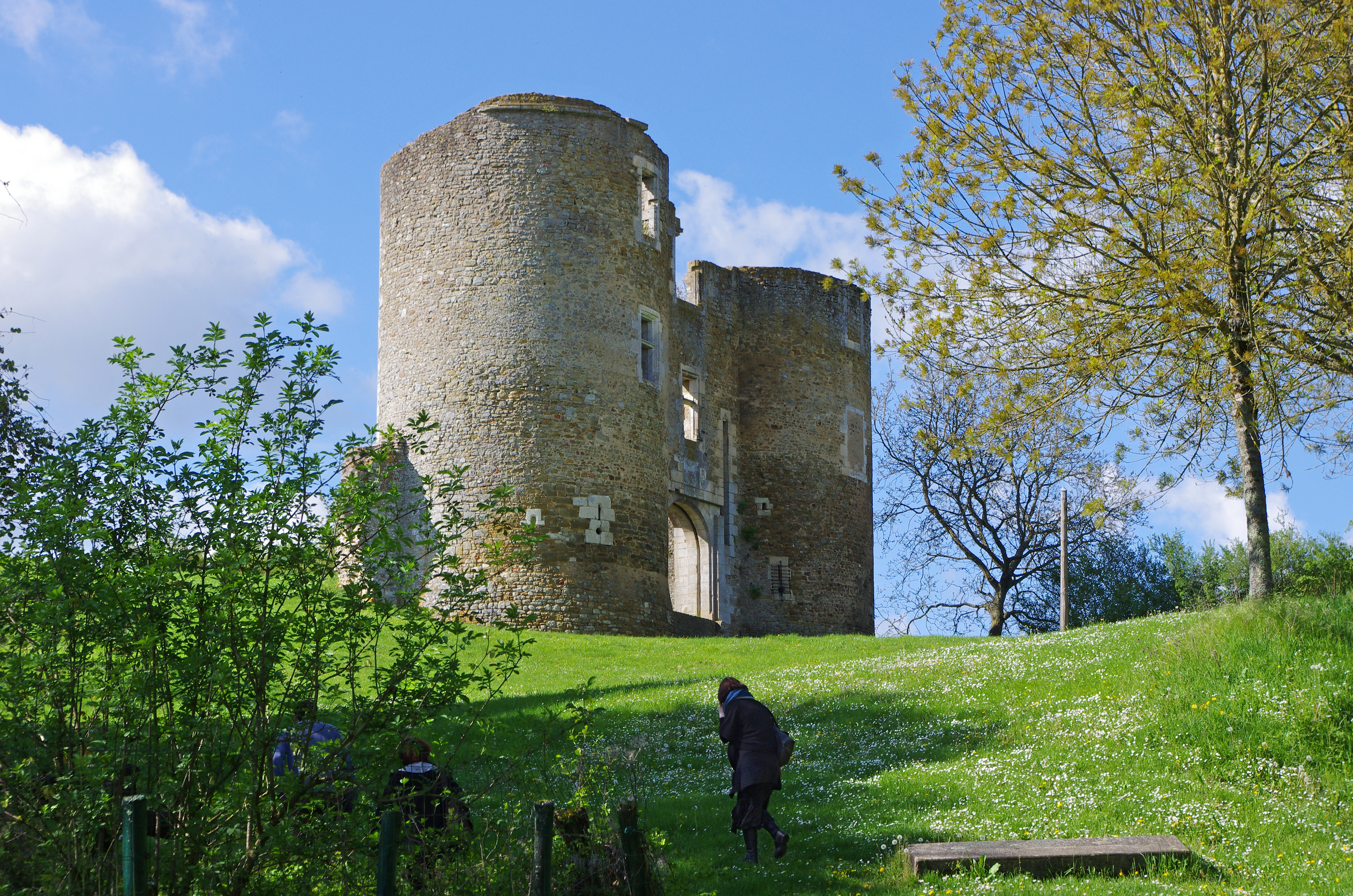
Les tours en 2013.

#### Maison de bois
Maison en colombage datant du XVe siècle,  Inscrite MH (1922, Maison de bois à l'angle de la place et de la rue). Les pèlerins avaient autrefois l'habitude d'y faire une halte.

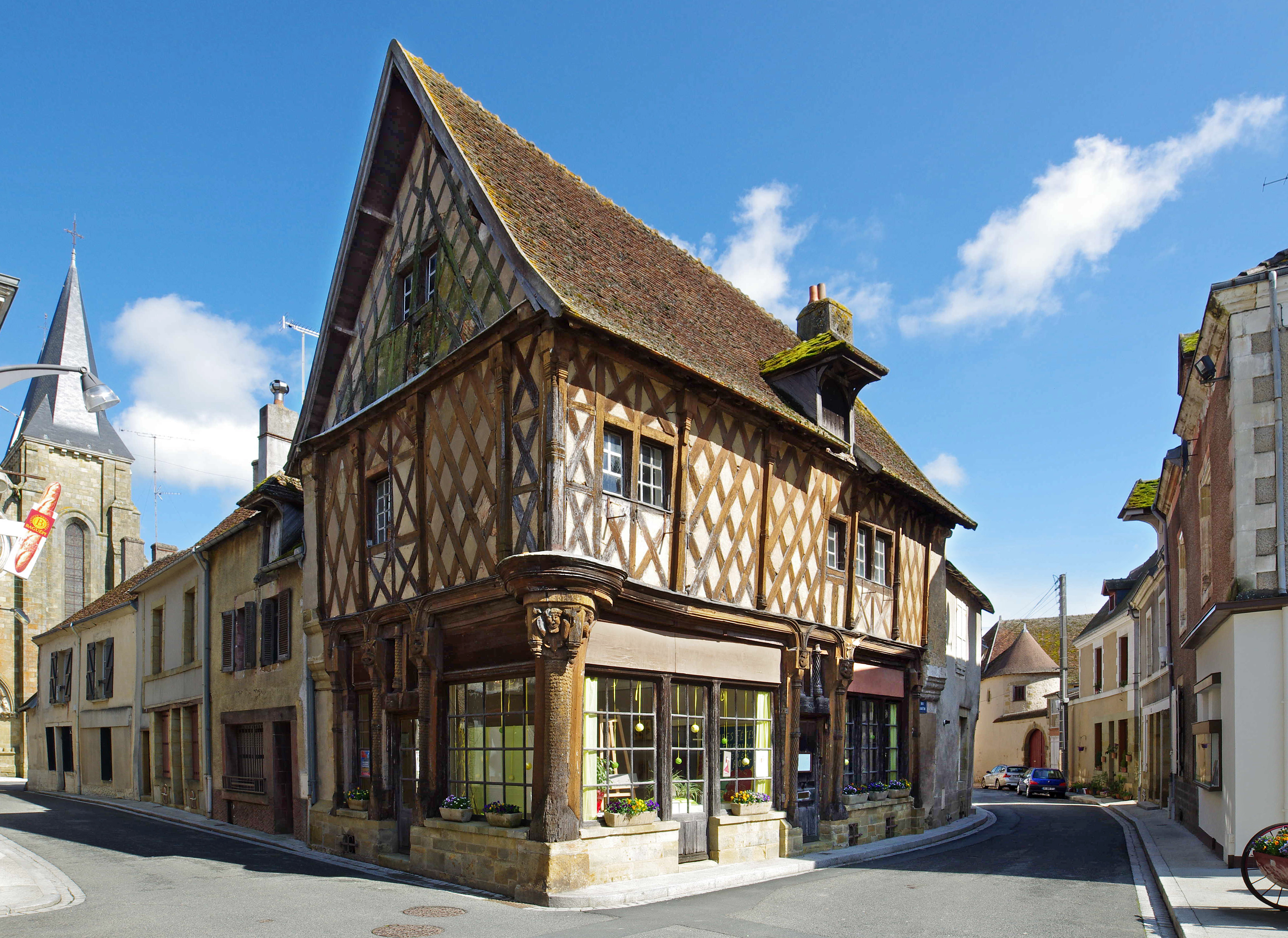
La maison de bois en 2010.

#### Autres
- Fontaine Sainte-Rodène.
- Ancienne abbaye Saint-Pierre du Landais.

### Patrimoine culturel

#### Musée du cuir et du parchemin
Il retrace les différentes étapes de la production (sélection des peaux de chèvre, chevreau, agneau, qui sont ensuite plongées dans un bain de chaux et séchées à l'intérieur d'un cercle de bois) et expose des maquettes mettant en scène le parcheminier.

### Personnalités liées à la commune
- Vincent Poupard (1729 à Levroux - 1796 à Paris), ex-constituant, curé de Sancerre et historien.
- Bias Parent (1754-1802), révolutionnaire, chanoine à Levroux dans les années 1770.
- Sylvain Guérineau (1756-1818), homme politique français, né à Levroux.
- Alban David (1837-1905), homme politique, maire d'Ecueillé en 1888, député de l'Indre de 1889 à 1905.
- Ernest Nivet (1871-1948), sculpteur, né à Levroux.
- Louis Chevallier (homme politique) (1891-1967), homme politique français, né à Levroux
- Michel Nastorg (1914-1984), acteur français, né à Saint-Martin-de-Lamps.
- Fernand Michaud (1929-2012), photographe, né à Levroux.
- Christine Boutin (1944-), femme politique française, née à Levroux.
- Joël Bruneau (1963-), homme politique français, né à Levroux.

### Héraldique, logotype et devise
| Blason de Levroux | Blason  | De gueules à la tour, flanquée de deux échauguettes, avec ses avant-murs mouvant des flancs, le tout d'argent ajouré hormis les avant-murs et maçonné de sable, les avant-murs ouverts du champ ; au chef cousu d'azur chargé de trois fleurs de lys d'or. |
| Blason de Levroux | Détails | Le statut officiel du blason reste à déterminer. |